# SOUL KISS
『SOUL KISS』（ソウル・キス）は、1992年9月1日にEpic/Sony Recordsから発売されたCHARAの2枚目のオリジナル・アルバム。規格品番：ESCB-1313。

## 概要
前作『Sweet』から10ヶ月ぶりのオリジナル・アルバム。

## 受賞歴
第34回日本レコード大賞#最優秀アルバム・ニュー・アーティスト賞受賞。

## チャート成績
本作は1992年9月14日付のオリコンチャートにて最高位14位となり、登場回数は7回で売上枚数は6.5万枚となった。

## 収録曲
特記以外　作詞・作曲:Chara　編曲:浅田祐介
1. SOUL KISS (Prologue)
2. あの時計の下で
  - 作曲:Chara/C.Pierre
  - 編曲:C.Pierre
3. 大きな地震がきたって
  - 4thシングル。
  - ミュージック・ビデオはCHARAが曲に合わせてセリフをしゃべったり、口ずさんだりする内容になっている。
4. あれはね
  - 編曲:D.Motion
5. No Promise
  - 作曲:Chara/平田みずほ
  - 4thシングルカップリング曲。
6. なぜ笑ってるのかな?
  - 作曲:Chara/浅田祐介
7. 愛の自爆装置
  - 作曲: Chara/浅田祐介
8. SOUL KISS ×××†
9. Pain
  - 作曲:Chara/浅田祐介
10. 右手を私の右手の上に重ねて
11. time after time
  - 編曲:D.Motion